# Carthage (Nova York)
Carthage és una població dels Estats Units a l'estat de Nova York. Segons el cens del 2000 tenia 3.721 habitants.

## Demografia
Segons el cens del 2000, Carthage tenia 3.721 habitants, 1.417 habitatges, i 956 famílies. La densitat de població era de 572,4 habitants/km².
Dels 1.417 habitatges en un 36% hi vivien nens de menys de 18 anys, en un 49,1% hi vivien parelles casades, en un 14,9% dones solteres, i en un 32,5% no eren unitats familiars. En el 27,2% dels habitatges hi vivien persones soles el 12,6% de les quals corresponia a persones de 65 anys o més que vivien soles. El nombre mitjà de persones vivint en cada habitatge era de 2,53 i el nombre mitjà de persones que vivien en cada família era de 3,08.
Per edats la població es repartia de la següent manera: un 28,3% tenia menys de 18 anys, un 9% entre 18 i 24, un 28,6% entre 25 i 44, un 19,6% de 45 a 60 i un 14,5% 65 anys o més.
L'edat mediana era de 34 anys. Per cada 100 dones de 18 o més anys hi havia 84,9 homes.
La renda mediana per habitatge era de 23.583 $ i la renda mediana per família de 32.083 $. Els homes tenien una renda mediana de 31.397 $ mentre que les dones 18.713 $. La renda per capita de la població era de 13.029 $. Entorn del 18,6% de les famílies i el 23,5% de la població estaven per davall del llindar de pobresa.